# Università Thammasat
L'Università Thammasat (in thailandese มหาวิทยาลัยธรรมศาสตร์, Mahawitthayalai Thammasat, trascr. IPA tʰāmmá'sàːt) è il secondo ateneo più antico della Thailandia ed ha la sua sede principale a Bangkok. È sempre stata al centro della vita politica nazionale e molti degli studenti che vi si sono laureati hanno contribuito allo sviluppo della società thai svolgendo ruoli di primo piano come primi ministri, governatori della banca nazionale, presidenti della corte suprema ecc. Il termine Thammasat è la traduzione thailandese del pāli Dhammasattha, letteralmente 'istruzione' o 'testo di legge'.

## Storia

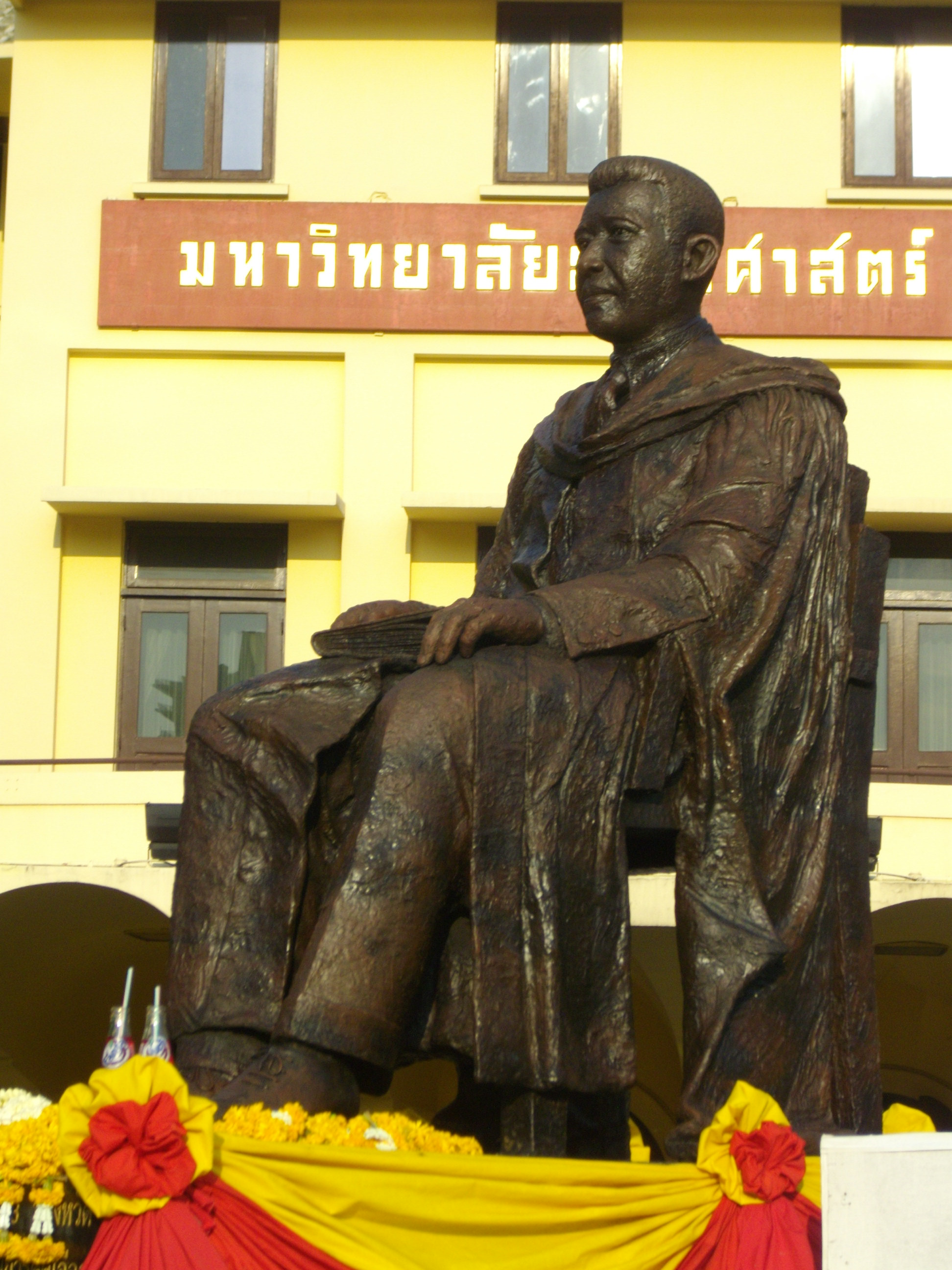
Monumento di Pridi Banomyong al campus Tha Phrachan di Bangkok

Il primo ateneo istituito in Thailandia era stata l'Università Chulalongkorn, che ottenne lo status di università nel 1917 dopo essere stata fondata dal re Rama V nel 1899 come Scuola di Addestramento per il Servizio Civile. La cosiddetta rivoluzione siamese del 1932, organizzata quell'anno da una fazione dell'esercito e da un gruppo di studenti che si erano formati in Europa, aveva costretto il re Rama VII a concedere la costituzione. Il più in vista fra quegli studenti era Pridi Banomyong, considerato il padre della democrazia in Thailandia e fondatore della Thammasat. Per alcuni anni, grandi furono le speranze di cambiamento associate al progresso culturale, e la fondazione della Thammasat rientrò in questo ambito.
Fu istituita il 27 giugno 1934 ed il fondatore Pridi Banomyong, che fu anche il primo rettore, le assegnò il nome 'Università di scienze morali e politiche' (in thai: มหาวิทยาลัยวิชาธรรมศาสตร์และการเมือง; trascr. RTGS: Mahawitthayalai Wicha Thammasat Lae Kan Mueang), in conformità con il fervore che animava il Paese in quegli anni. La linea guida era quella di formare studenti che avessero a cuore la democrazia ed il primo dei principi su cui è stata fondata è quello di garantire al popolo educazione integrale, fino ad allora riservata alla stretta cerchia aristocratica legata alla casa reale.
Il primo anno si iscrissero 7.094 studenti ai corsi di bachelor in Giurisprudenza, Economia e Scienze politiche; in quel periodo, all'Università Chulalongkorn si laureavano 68 studenti all'anno. In breve la Thammasat garantì corsi di laurea magistrale prima e di dottorato poi.. Sotto la guida di Pridi l'ateneo divenne la base clandestina del Seri Thai, il movimento di resistenza anti-giapponese durante la seconda guerra mondiale.
Il nome attuale dell'università fu dato nel 1947 dal Circolo Rivoluzionario, la giunta militare protagonista del colpo di Stato siamese del 1947 che spense le illusioni dei thai progressisti. Gli originali corsi di laurea furono sostituiti da speciali dipartimenti e furono fondate le facoltà di Giurisprudenza, di Scienze politiche, di Commercio e Contabilità e di Economia. Dopo essere stata economicamente indipendente nei suoi primi anni, la giunta la pose sotto il controllo del governo ed un nuovo statuto venne introdotto nel 1952. Negli anni successivi furono istituite le facoltà di Amministrazione Sociale, di Giornalismo e Comunicazioni di Massa, di Arti Liberali e di Sociologia e Antropologia. Inizialmente era aperta a tutti, ma nel 1960 fu la prima in Thailandia a introdurre il numero chiuso ed esami di ammissione.
Malgrado il controllo a cui la Thammasat è sempre stata sottoposta dai centri di potere del Paese, normalmente legati alle forze armate, il suo campus principale di Bangkok fu al centro di due delle maggiori sollevazioni popolari nella storia della Thailandia: la rivolta studentesca del 1973 e quella che fu all'origine del massacro del 6 ottobre 1976. La prima si risolse con il trionfo dei manifestanti, l'esilio del dittatore militare Thanom Kittikachorn e la nomina a primo ministro del rettore della Facoltà di Legge della Thammasat, il giurista Sanya Dharmasakti. La seconda segnò invece la definitiva sconfitta del movimento studentesco in Thailandia, fu seguita nello stesso giorno da un colpo di Stato operato da una giunta controllata dai militari che consegnò il potere esecutivo a un governo filo-monarchico, dando il via ad un periodo di dura repressione.
Nel 1985 fu inaugurato il campus di Rangsit, che ospitava la nuova Facoltà di Scienze e Tecnologia, a cui nel 1989 si aggiunse quella di Ingegneria e nel 1990 quella di Medicina. A tutto il 2012, la Thammasat è diventata un ateneo internazionale che offre 240 programmi accademici in 23 facoltà situate in diversi campus.

## Ubicazione dei campus
Il campus principale è quello di Tha Phrachan a Bangkok, situato nel centrale distretto Phra Nakhon all'interno dell'isola di Rattanakosin e in prossimità degli edifici storici più importanti della capitale. Sorge sulla riva sinistra del fiume Chao Phraya sui terreni che, quando Bangkok fu fondata, furono assegnati al Palazzo Davanti, termine con cui veniva indicato l'erede al trono. Tale istituzione fu abolita da re Rama V ed il complesso di edifici fu smantellato. Oltre alla Thammasat, l'area dove sorgeva il Palazzo Davanti ospita anche il Museo Nazionale.
Il campus di Rangsit, grosso centro vicino a Bangkok ma facente parte della Provincia di Pathum Thani, offre principalmente corsi di lauree minori come il bachelor e altre più brevi. Altri campus minori si trovano a Pattaya e nelle province di Lampang, Narathiwat e Udon Thani.

## College e Facoltà
- Facoltà di Giurisprudenza

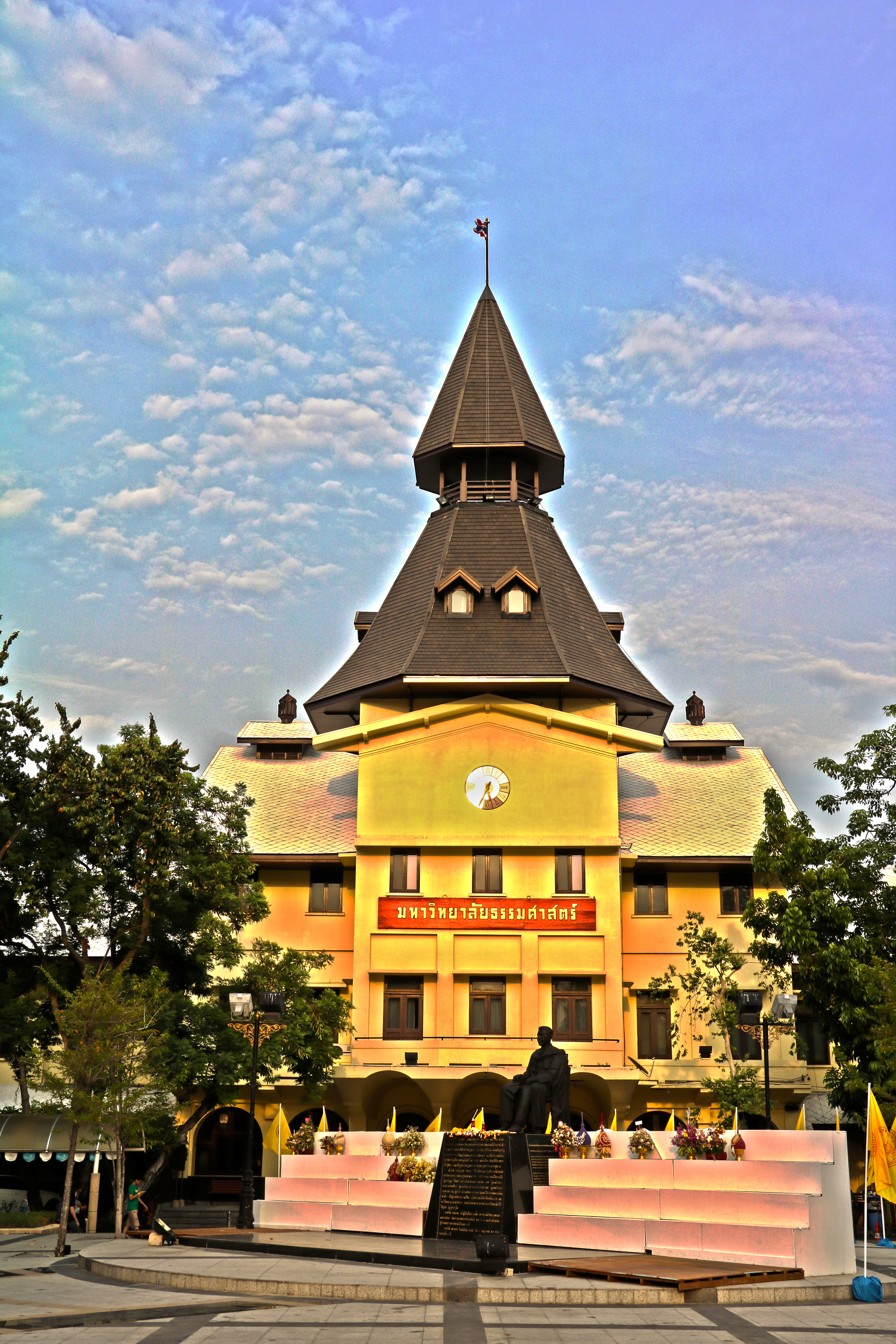
La sede storica dell'ateneo

- Facoltà di Commercio e Contabilità, detta anche Scuola di Imprenditoria Thammasat
- Facoltà di Scienze politiche
- Facoltà di Economia
- Facoltà per assistenti sociali
- Facoltà di Arti liberali
- Facoltà di Giornalismo e Comunicazioni di massa
- Facoltà di Sociologia e Antropologia
- Facoltà di Scienze e Tecnologia
- Facoltà di Ingegneria
- Facoltà di Medicina
- Facoltà di Odontoiatria
- Facoltà di Scienza della salute
- Facoltà di Assistenza infermieristica
- Facoltà di Architettura e Urbanistica
- Facoltà di Belle arti e Arti applicate
- Facoltà di Sanità Pubblica
- Istituto Internazionale di Tecnologia Sirindhorn
- Istituto Linguistico
- College di Interdisciplinarità
- Centro Volontari Laureati
- College di Educazione Innovativa
- College Internazionale Pridi Banomyong
- Istituto di Studi Cinesi
- Istituto di Studi Thailandesi

## Rettori
- Pridi Banomyong
- Puey Ungpakorn
- Sanya Dharmasakti